# Suecia en los Juegos Olímpicos de Calgary 1988
Suecia estuvo representada en los Juegos Olímpicos de Calgary 1988 por un total de 67 deportistas que compitieron en 9 deportes.  
El portador de la bandera en la ceremonia de apertura fue el esquiador de fondo Thomas Wassberg.

## Medallistas
El equipo olímpico sueco obtuvo las siguientes medallas:
| Nombre                                                | Deporte               | Competición    |
| ----------------------------------------------------- | --------------------- | -------------- |
| Oro                                                   |                       |                |
| Gunde Svan                                            | Esquí de fondo        | 50 km M        |
| Torgny Mogren Jan Ottosson Gunde Svan Thomas Wassberg | Esquí de fondo        | 4 × 10 km M    |
| Tomas Gustafson                                       | Patinaje de velocidad | 5000 m M       |
| Tomas Gustafson                                       | Patinaje de velocidad | 10 000 m M     |
| Plata                                                 |                       |                |
| —                                                     |                       |                |
| Bronce                                                |                       |                |
| Lars-Börje Eriksson                                   | Esquí alpino          | Supergigante M |
| Equipo                                                | Hockey sobre hielo    | Torneo M       |